# Mesogastrura tiliophila
Mesogastrura tiliophila is een springstaartensoort uit de familie van de Hypogastruridae. De wetenschappelijke naam van de soort is voor het eerst geldig gepubliceerd in 1966 door Loksa & Rubio.